# 최영린
최영린(崔永潾) : 생졸년 미상, 최항(崔恒)의 장자(長子)이며, 자(字)는 천명(泉明), 호(號) 석포(石圃), 본관(本貫)은 삭녕(朔寧)이다.

## 최영린(崔永潾)
최영린(崔永潾, 생졸년 미상) : 조부(祖父)는 증 영의정(贈領議政) 최사유(崔士柔)이고, 부친(父親)은 영의정(領議政) 최항(崔恒)이다. 형제로는 최영호(崔永灝)가 있다. 모친(母親)은 달성서씨(達城徐氏)이다.1462년(세조 8) 사마시(司馬試) 진사(進士)에 합격하고 의빈부경력(儀賓府經歷)으로, 1466년(세조12) 병술(丙戌) 고성춘시(高城春試) 삼등(三等) 2위로 문과(文科)에 급제(及第)하였다. 문과 시험을 보기 전인 1464년(세조10) 9월 8일에 『의서유취(醫書類聚)』 편찬에 참여한 공으로 이미 행 사헌장령(司憲掌令)을 제수(除授)받았으며, 그 해 11월 23일에는 종부소윤(宗簿少尹)에까지 올랐다. 당시 3품(品) 이상은 과거 시험을 보기 위해서는 3품(品) 고신(告身)을 다시 바쳐야 했는데, 세조(世祖)는 최영린이 통정대부(通政大夫) 고신을 바치려고 하자 그럴 필요가 없다고 하며 받지 않았다. 1469년(예종 1)에는 사섬시정(司贍寺正)을 역임하였으며, 1470년(성종 1)에는 예문관(藝文館)의 겸관(兼官)으로 차정(差定)되었고, 그 해 9월 16일에는 장례원판결사(掌隷院判決事)의 관직을 제수(除授)받았다. 1472년(성종 3) 11월 16일에는 형조참의(刑曹參議)를 지냈고, 1474년(성종 5) 9월 14일에는 해조당상(該曹堂上)을 맡았다.

## 생애(生涯)
조부(祖父)는 증 영의정(贈領議政) 최사유(崔士柔)이고, 부친(父親)은 영의정(領議政) 최항(崔恒)이다. 형제로는 최영호(崔永灝)가 있다. 모친(母親)은 달성서씨(達城徐氏)이다. 1462년(세조 8) 사마시(司馬試) 진사(進士)에 합격하고 의빈부경력(儀賓府經歷)으로, 1466년(세조12) 병술(丙戌) 고성춘시(高城春試) 삼등(三等) 2위로 문과(文科)에 급제(及第)하였다. 문과 시험을 보기 전인 1464년(세조10) 9월 8일에 『의서유취(醫書類聚)』 편찬에 참여한 공으로 이미 행 사헌장령(司憲掌令)을 제수(除授)받았으며, 그 해 11월 23일에는 종부소윤(宗簿少尹)에까지 올랐다. 당시 3품(品) 이상은 과거 시험을 보기 위해서는 3품(品) 고신(告身)을 다시 바쳐야 했는데, 세조(世祖)는 최영린이 통정대부(通政大夫) 고신을 바치려고 하자 그럴 필요가 없다고 하며 받지 않았다. 1469년(예종 1)에는 사섬시정(司贍寺正)을 역임하였으며, 1470년(성종 1)에는 예문관(藝文館)의 겸관(兼官)으로 차정(差定)되었고, 그 해 9월 16일에는 장례원판결사(掌隷院判決事)의 관직을 제수(除授)받았다. 1472년(성종 3) 11월 16일에는 형조참의(刑曹參議)를 지냈고, 1474년(성종 5) 9월 14일에는 해조당상(該曹堂上)을 맡았다.

## 수상경력 상훈(受賞經歷 賞勳)
- 의서유취(醫書類聚)

## 저작(著作)

### 저서(著書)
- 의서유취(醫書類聚)

### 문과 국조방목(文科 國朝榜目)
&한국역대인물종합정보시스템

## 참고 문헌(參考文獻)
- 조선왕조실록(朝鮮王朝實錄)
- 의방유취(醫方類聚)